# Кутирки
Кути́рки (рос. Кутырки, ерз. Кутырки) — присілок у складі Атюр'євського району Мордовії, Росія. Входить до складу Атюр'євського сільського поселення.
Населення — 11 осіб (2010; 26 у 2002).
Національний склад станом на 2002 рік:
- росіяни — 100 %